# Hatibandha
Hatibandha es una  ciudad censal situada en el distrito de Sundargarh en el estado de Odisha (India). Su población es de 8938 habitantes (2011). Se encuentra a 264 km de Bhubaneswar y a 9 km de Raurkela. 

## Demografía
Según el censo de 2011 la población de Hatibandha era de 8938 habitantes, de los cuales 4625 eran hombres y 4313 eran mujeres. Hatibandha tiene una tasa media de alfabetización del 81,71%, superior a la media estatal del 72,87: la alfabetización masculina es del 88,49%, y la alfabetización femenina del 74,45%.